# 桃園市大興高級中等學校
桃園市大興高級中等學校（英語：Taoyuan City Daxing High School），全名為大興學校財團法人桃園市大興高級中等學校，簡稱大興高中，為一所位於台灣桃園市大園區的私立高級中學，設有普通科與多元職業群科課程，致力於培養學術與技職兼備之人才。

## 校史沿革
- 1972年：創校，設立機械工程科、電工科、綜合商業科
- 1979年：增設機械製圖科，綜合商業科更名為商業經營科
- 1980年：增設汽車科
- 1987年：增設資訊科
- 1988年：增設電子科，奉准招收實用技能班，並停招機械製圖科
- 1989年：商業經營科更名為資料處理科，增設化工科
- 1996年：增設美容科，停招化工科
- 1997年：增設飛機修護科
- 1998年：增設應用外語科，停招機械科
- 2000年：增設餐飲科，成立附設進修學校
- 2002年：增設普通科，停招應用外語科
- 2003年：奉准改制為高級中學
- 2011年：實用技能學程商用資訊科、電機修護科改為日間部課程
- 2012年：增設多媒體設計科，美容科更名為時尚造型科
- 2016年：學校更名為「大興學校財團法人桃園市大興高級中學」，多媒體設計科更名為多媒體應用科，並停招資料處理科

## 歷任校長
| 任期 | 姓名   | 任職期間             | 備註                                             |
| ---- | ------ | -------------------- | ------------------------------------------------ |
| 1    | 盧昭正 | 1972年8月－1977年7月 | 首任校長                                         |
| 2    | 黃木添 | 1977年8月－1988年2月 | 原桃園縣立新明國中教務主任，後轉任臺灣省議會議員 |
| 3    | 張榮健 | 1988年3月－1997年7月 |                                                  |
| 4    | 陳宏珍 | 1997年8月－2000年8月 |                                                  |
| 5    | 詹益東 | 2000年9月－2008年8月 | 原景文技術學院副校長，任滿退休                   |
| 6    | 林朝夫 | 2008年9月－2009年8月 | 原國立新店高中退休校長，任內退休                 |
| 7    | 李榮東 | 2009年9月－2011年7月 | 原大誠高中校長，後轉任南強工商                   |
| 8    | 陳崑玉 | 2011年8月－2022年7月 | 原雙溪高中退休校長，後轉任世紀綠能工商           |
| 9    | 周仁尹 | 2022年8月－現任      | 原桃子腳國中小退休校長                           |

## 校園建築
- 1987年7月：大興樓完工
- 1989年6月：育群樓完工
- 1992年6月：行政大樓完工
- 1995年4月：勵行樓完工
- 1996年10月：航空館完工
- 2001年4月：守衛室完工，行政大樓與資訊大樓整修
- 2004年3月：汽修科實習大樓完工，擴建勵行樓，增設理化、音樂、美術等專科教室
- 2008年5月：育賢樓完工
- 2020年10月27日：動力機械館完工啟用，提供汽車科與飛機修護科實習課程使用

## 外部連結
- 私立大興高級中學官方網站 （页面存档备份，存于）